# ロリー・カルキン
ロリー・カルキン（Rory Culkin、1989年7月21日 - ）は、アメリカ合衆国の俳優。俳優のマコーレー・カルキンは実兄。

## 出演作品
- ロード・オブ・カオス（ユーロニモス）
- コロンバス Columbus (2017、ガブリエル)
- HICK-ルリ13歳の旅（クレメント）
- スクリーム４：ネクスト・ジェネレーション（チャーリー）
- トゥエルヴ
- ゾディアック（ジョニー・パリッシュ）
- ダウン・イン・ザ・バレー（ロニー）
- さよなら、僕らの夏（サム）
- LAW & ORDER： 性犯罪特捜班 シーズン5
- グロムバーグ家の人々（イーライ）
- トワイライト・ゾーン
- 17歳の処方箋（イグビー（10歳））
- サイン（モーガン・ヘス）
- ユー・キャン・カウント・オン・ミー
- スニーキー・ピート
- CITY ON A HILL/罪におぼれた街